# Saisayi Tekule Hu
Saisayi Tekule Hu (kinesiska: 赛萨依特库勒湖) är en sjö i Kina. Den ligger i den autonoma regionen Xinjiang, i den nordvästra delen av landet, omkring 330 kilometer söder om regionhuvudstaden Ürümqi. Saisayi Tekule Hu ligger 867 meter över havet. Arean är 0,13 kvadratkilometer. Trakten runt Saisayi Tekule Hu är ofruktbar med lite eller ingen växtlighet. Den sträcker sig 0,4 kilometer i nord-sydlig riktning, och 0,8 kilometer i öst-västlig riktning.
Genomsnittlig årsnederbörd är 60 millimeter. Den regnigaste månaden är juni, med i genomsnitt 22 mm nederbörd, och den torraste är mars, med 1 mm nederbörd.